# Gynoplistia persephoneia
Gynoplistia persephoneia là một loài ruồi trong họ Limoniidae. Chúng phân bố ở miền Australasia.